# Toca 511 i Toca FC
Toca 511 i Toca FC són fàrmacs administrats conjuntament pel tractament del glioma recurrent d'alt grau. Aquest tractament dissenyat per l'empresa biotecnologica Tocagen es troba actualment en fase d'assajos clínics. La cura és una técnica de teràpia gènica suicida on Toca 511 és el vector retrovirus replicatiu que expressa el transgèn citosina desaminasa, mentre que Toca FC és el profàrmac que un cop metabolitzat pel transgèn provoca la mort de les cèl·lules canceroses.